# البشارات المرية
البُشارات المرية تقع في إسبانية في مقاطعة المرية في الأندلس . جنبا إلى جنب مع البشارات الغرناطية هي جزء من المنطقة الأندلسية في البُشارات.